# That 1 Guy
That 1 Guy (Mike Silverman) – amerykański muzyk z Berkeley w stanie Kalifornia. Często występuje i nagrywa jako człowiek-orkiestra, śpiewa i gra na instrumentach domowej roboty.

## Dyskografia

### Albumy
- Songs in the Key of Beotch (2000, reedycja w 2004)
- The Moon Is Disgusting (2007)
- Let's Hear That 1 Guy (2009, demo nagrane w 1996)
- Packs a Wallop! (2010)

### Frankenstein Brothers (zBuckethead)
- Bolt on Neck (2008)

### DVD
- Live in the Land of Oz (2007)